# Giovanni Pierluigi da Palestrina
Giovanni Pierluigi da Palestrina (Palestrina ?, c. 1525 — Roma, 2 de fevereiro de 1594) foi um compositor italiano da Renascença. Toda sua produção é vocal, mas de acordo com os costumes da época, as vozes podiam ser dobradas por instrumentos. Dominando magistralmente a polifonia herdada da escola franco-flamenga, mas direcionando-se para uma maior inteligibilidade dos textos e a criação de texturas musicais mais claras e fluentes, exerceu uma grande influência sobre o desenvolvimento da música sacra na Igreja Católica, e por muito tempo foi considerado a suma da perfeição neste campo, escrevendo obras de efeito ora grandioso, ora intimista, e em geral de grande expressividade. Deixou também um importante legado na música profana, que é menos conhecido mas não menos qualificado.

## Biografia
Filho de Sante (ou Santo) Pietro Aloisio da Palestrina e Palma Veccia, Giovanni Pierluigi da Palestrina nasceu provavelmente em Palestrina, nos arredores de Roma, onde Sante e Palma viviam, ou talvez na própria Roma, onde um Santo di Prenestino (antigo nome da cidade de Palestrina), que tem sido identificado como seu pai, viveu nos anos em torno do seu nascimento. A data é também objeto de polêmica. Em geral aceita-se o ano de 1525. Seu nome foi grafado de várias maneiras: Giannetto (Gianetto/Zanetto) da Pallestrino ou Pelestino, Giovanni Pietro Luigi da Panestrina, em latim Joannes-Petrus-Aloysius Praenestinus, e em seus anos finais adotou a forma Giovanni Pietraloysio.
Seu talento musical se manifestou na infância mas sua formação é obscura. Pode ter iniciado seus estudos com o organista da Catedral de Palestrina. Em 25 de outubro de 1537 aparece listado entre os meninos cantores da Basílica de Santa Maria Maior em Roma, mas sua admissão pode ter ocorrido vários anos antes. É possível que essa vantajosa colocação, que dava também escola, educação musical, moradia e sustento, tenha sido conseguida por intermédio de Andrea della Valle, bispo de Palestrina e arcipreste de Santa Maria Maior. Estudou primeiro com Robin Mallapert, e depois provavelmente com um certo Roberto (talvez Robert de Févin) e Firmin Le Bel. Em 1544 retornou à sua cidade natal e assumiu o posto de organista da catedral. Seus deveres, além de tocar órgão aos domingos e dias de festa, incluíam ensinar e cantar no coro todos os dias, na missa, nas vésperas e nas completas. Seu excelente desempenho chamou a atenção do bispo Giovanni Maria Ciocchi del Monte. Em 1547 casou-se com Lucrezia Gori, que lhe daria três filhos: Rodolfo, Angelo e Iginio.

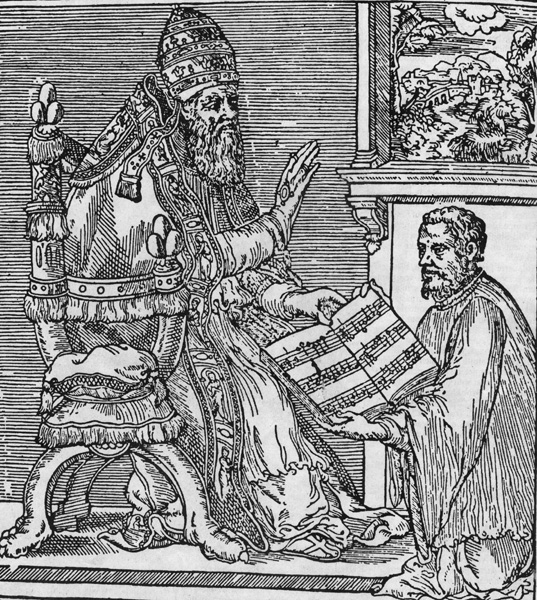
Palestrina oferece uma obra sua ao papa Júlio III, gravura de 1554.

Com a eleição do bispo Giovanni ao papado, com o nome Júlio III, em 1551 foi chamado a Roma para ocupar a função de diretor do coro da Capela Júlia, o que na prática o tornou mestre de capela da Basílica de São Pedro, a principal instituição musical do papado, uma posição detentora de imenso prestígio. Em sinal de gratidão, em 1554 Palestrina dedicou-lhe sua primeira obra publicada, um livro de missas com quatro peças, que já demonstram um perfeito domínio do estilo polifônico da escola franco-flamenga, então preferido em Roma, e no ano seguinte, cedendo a posição de mestre de capela a Giovanni Animuccia, foi designado compositor da basílica, um cargo também ilustre, e foi nomeado cantor do coro da Capela Sistina, um ato de deferência excepcional que tem sido atribuído ao reconhecimento dos seus méritos compositivos, uma vez que era casado (salvo dois outros cantores, todos os outros eram clérigos celibatários), tinha uma voz que não era considerada notável, e sem a consulta aos outros cantores, como era a praxe.
Seu protetor Júlio III faleceu em março de 1555, e depois do brevíssimo pontificado de Marcelo II, o papa sucessivo, Paulo IV, iniciou uma reforma rigorista nas instituições eclesiásticas e constrangeu à demissão todos os cantores casados. Recebeu uma pequena pensão vitalícia do papa mas abandonou São Pedro, assumindo imediatamente a direção musical da Basílica de São João de Latrão, mas seu trabalho ali foi prejudicado pelo fraco preparo do coro. Ainda em 1555 publicou seu primeiro volume de obras profanas, um livro de madrigais. Em 1557 recebeu a cidadania romana.
Em 1560 deixou Latrão, aparentemente por uma disputa salarial, levando consigo seu filho Rodolfo, que havia sido introduzido no coro pelo pai. Depois de alguns meses sem trabalho, em 1561 Palestrina obteve uma colocação na Basílica de Santa Maria Maior, que mantinha uma capela musical de alta qualidade, onde permaneceria por alguns anos. Em 1567 foi contratado pelo cardeal Ippolito II d'Este para dirigir a música de sua capela privada e em suas propriedades de veraneio, um trabalho bastante exigente, e ao mesmo tempo passou a dirigir a música de um novo seminário fundado em Roma, onde deveria cantar em dias festivos e dar aulas de canto. Nesta época colaborou ocasionalmente com várias outras igrejas de Roma.
Em 1564 apareceu seu primeiro volume de motetos a 3 vozes, que revelam uma evolução em seu estilo em direção a uma escrita mais fluente e clara. Entretanto, o ambiente romano nesta época não estava muito favorável à música, e são registrados vários contatos do compositor com outras cortes — Viena, Espanha e o ducado de Mântua — sondando perspectivas de trabalho, mas elas não deram em nada, possivelmente pelas suas altas pretensões salariais. Porém, foi estabelecida uma relação amistosa e produtiva com Guilherme Gonzaga, duque de Mântua, um músico diletante, que se prolongou por muitos anos, trocando experiências musicais e escrevendo peças para a capela mantuana.

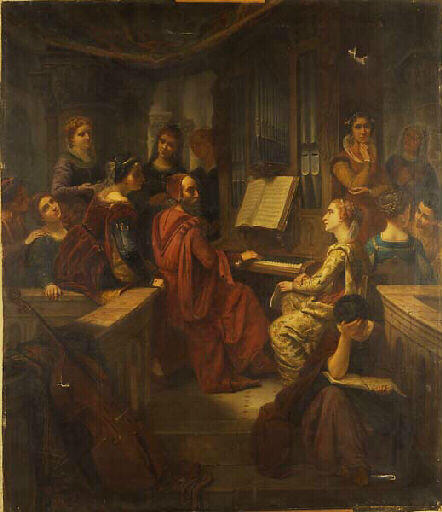
Palestrina entre seus alunos, tela de Auguste de Pinelli, século XIX.

Em 1569 publicou um volume de motetos a 5, 6 e 7 vozes, obra brilhante em sua engenhosa e transparente utilização da polifonia, e em 1570 surgiu mais um livro de missas com 8 peças a 4, 5 e 6 vozes. O estilo entre elas não é muito consistente, com obras muito complexas típicas da escola flamenga, que talvez sejam mais antigas, e outras mais progressistas, alinhadas a uma tendência de depuração e controle da polifonia, mas o conteúdo da coleção pode ter sido escolhido deliberadamente para provar sua maestria em estilos diferentes.
Animuccia faleceu em 1571, e o capítulo da basílica, ansioso por tê-lo de volta, ofereceu-lhe a posição com um salário maior, proposta que o compositor aceitou. Isso desencadeou uma disputa com o capítulo de Santa Maria Maior, que não queria perdê-lo, cobrindo a proposta de São Pedro, e para garantir que Palestrina permanecesse, os cônegos de São Pedro aumentaram ainda mais seus vencimentos. Em 1572 publicou mais um volume de motetos, com 44 peças a 5, 6 e 8 vozes, onde avança na ilustração musical das emoções descritas no texto, uma técnica que depois seria conhecida como a "pintura de palavras". No mesmo ano morreu seu filho Rodolfo, em 1573 casou seu outro filho, Angelo, recebendo um grande dote da esposa, que em 1574 deu à luz o primeiro neto do compositor. No final do ano Palestrina apresentou um moteto festivo na abertura da Porta Santa.
Em 1575 surgiu outra coleção, ainda mais avançada, desenvolvendo um estilo de rica e intensa expressividade e efeito grandioso. Em dezembro seu filho Angelo faleceu em uma epidemia que matou dez mil romanos, mas em janeiro do ano seguinte nasce um filho póstumo, que levou o nome do pai. Em 1577 foi encarregado pelo papa Gregório XIII, com a colaboração de Annibale Zoilo, de revisar o acervo tradicional do canto gregoriano, devendo expurgá-lo de tudo o que a Igreja então considerava barbarismo e obscuridade, além de corrigir erros de concordância entre texto e música e uniformizar versões divergentes das mesmas peças, mas a revisão não foi terminada e seus resultados parciais não foram publicados. Já era nesta altura um compositor largamente famoso, e em 1578 recebeu o título de mestre de música da basílica, tornando-se também seu compositor extra-oficial. Permaneceria liderando a música em São Pedro até falecer. Na década de 1570 recebeu várias encomendas da prestigiosa Arquiconfraria da Santíssima Trindade dos Peregrinos, fundada por são Filippo Neri. Em fins de 1578 nasceu o primeiro filho de seu filho Iginio, chamado Tommaso.
Em 1580, após a morte de sua esposa em uma onda de epidemias, e caindo ele mesmo seriamente doente, Palestrina parece ter entrado em uma crise espiritual e resolveu consagrar-se à Igreja, para a grande alegria de Gregório XIII, que providenciou para que recebesse as Ordens Menores e sua primeira tonsura e nomeou-o cônego perpétuo de Santa Maria Maior. Entretanto, sua vocação foi efêmera. Pouco depois, com dispensa especial, renunciou aos votos e casou-se em 28 de março de 1581 com uma rica viúva romana, Virginia Dormoli. O novo casamento tornou-o um empresário, participando ativamente na administração dos negócios de peles e vinhos da esposa. Ao longo do mesmo ano morrem os três netos que já tinha. A riqueza de Virginia deu-lhe meios para dedicar grande atenção à impressão de seus manuscritos, aparecendo nos anos sucessivos 4 livros de missas, 3 de madrigais, 3 de motetos, 2 de ofertórios, 2 de litanias, um de lamentações, um de hinos e um de magnificats, que mostram uma grande variedade de abordagens estilísticas, técnicas e expressivas. Quase todas essas coleções foram republicadas muitas vezes durante sua vida, no todo ou em partes, e se difundiram por uma larga região da Europa, consolidando sua reputação em âmbito continental. Ao mesmo tempo, continuava compondo para a Basílica de São Pedro uma série de missas e outras peças.
Em 1584 esteve entre os fundadores da Virtuosa Companhia dos Músicos de Roma, uma associação de prática musical e mútuo socorro, e em 1585 foi feita uma tentativa de nomeá-lo compositor oficial de São Pedro, que encontrou oposição e se revelou infrutífera. Não obstante, todos os papas a quem serviu o consideravam compositor oficial, um prestígio que foi demonstrado publicamente em 1586 quando ele encabeçou a procissão de músicos papais durante a instalação de um grande obelisco egípcio na Praça de São Pedro, e pela publicação em 1592 de uma coleção de vésperas de vários compositores em sua honra. No mesmo ano Lodovico Zacconi dedicava-lhe a primeira parte do seu tratado Prattica di musica, publicado em Roma, elogiando seus trabalhos como exemplos para a solução de problemas de composição.
Pouco depois, sem razão conhecida, Palestrina decidiu abandonar Roma para assumir o posto de organista em Palestrina, mas o cargo havia sido comprado pela família de sua mãe e reservado para um parente. Em compensação, seu salário em Roma foi aumentado. Em 18 de novembro de 1593 fez sua última aparição pública nas festividades de instalação da cruz de bronze no topo da cúpula da Basílica de São Pedro. Em 1º de janeiro de 1594 assinou a dedicatória da última coleção de obras publicada em vida, o segundo livro de madrigais espirituais a 5 vozes. Poucos dias depois caiu doente, e faleceu em 2 de fevereiro. Seu sepultamento foi feito na Basílica de São Pedro, acompanhado pelos músicos de Roma e uma grande multidão. Uma semana depois o papa Clemente VIII requisitou um inventário de suas composições a fim de mandar publicar uma edição completa, que só foi realizada em parte. Seu prestígio era tanto que poucos anos depois já começavam a circular lendas fantásticas a seu respeito. Iginio, o único filho que sobreviveu ao pai, teria ainda vários outros filhos. Sua descendência na linha varonil extinguiu-se em 1677, e na linha feminil em torno de 1880. A casa da sua família em Palestrina foi restaurada na década de 1960 e tornou-se a sede da Fondazione Giovanni Pierluigi da Palestrina.

## Obra

### Contexto

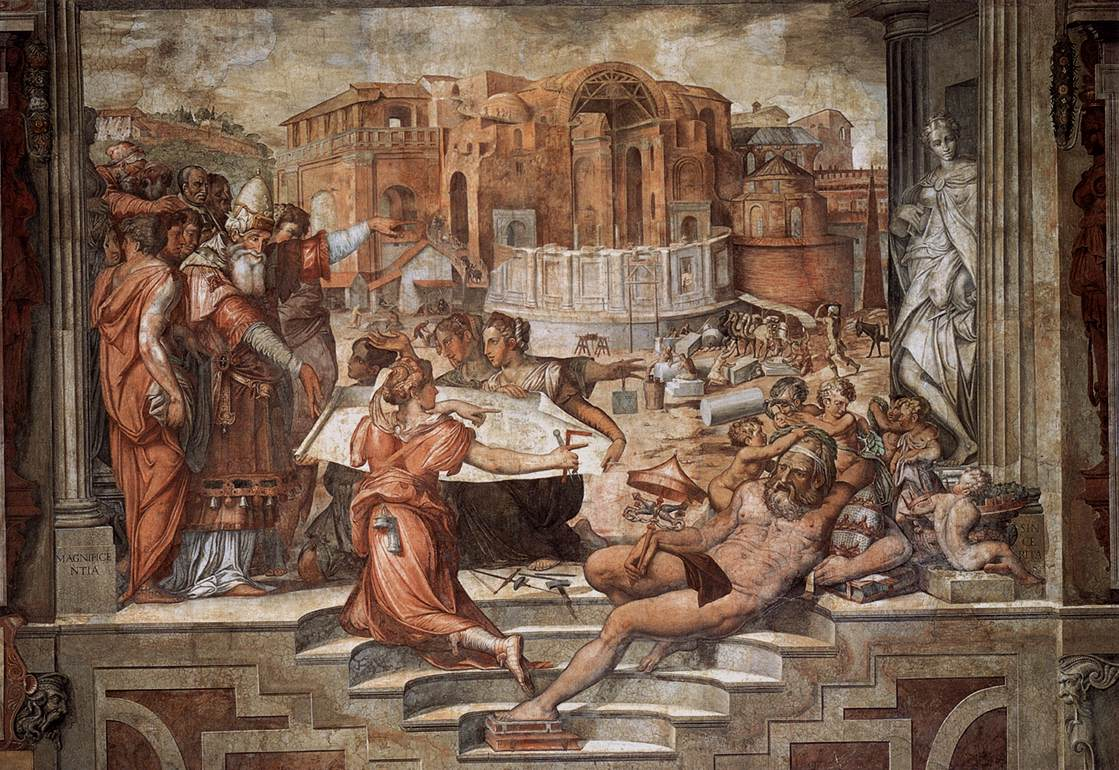
O papa Paulo III dirigindo as obras da nova Basílica de São Pedro, pintura de Giorgio Vasari, 1546.

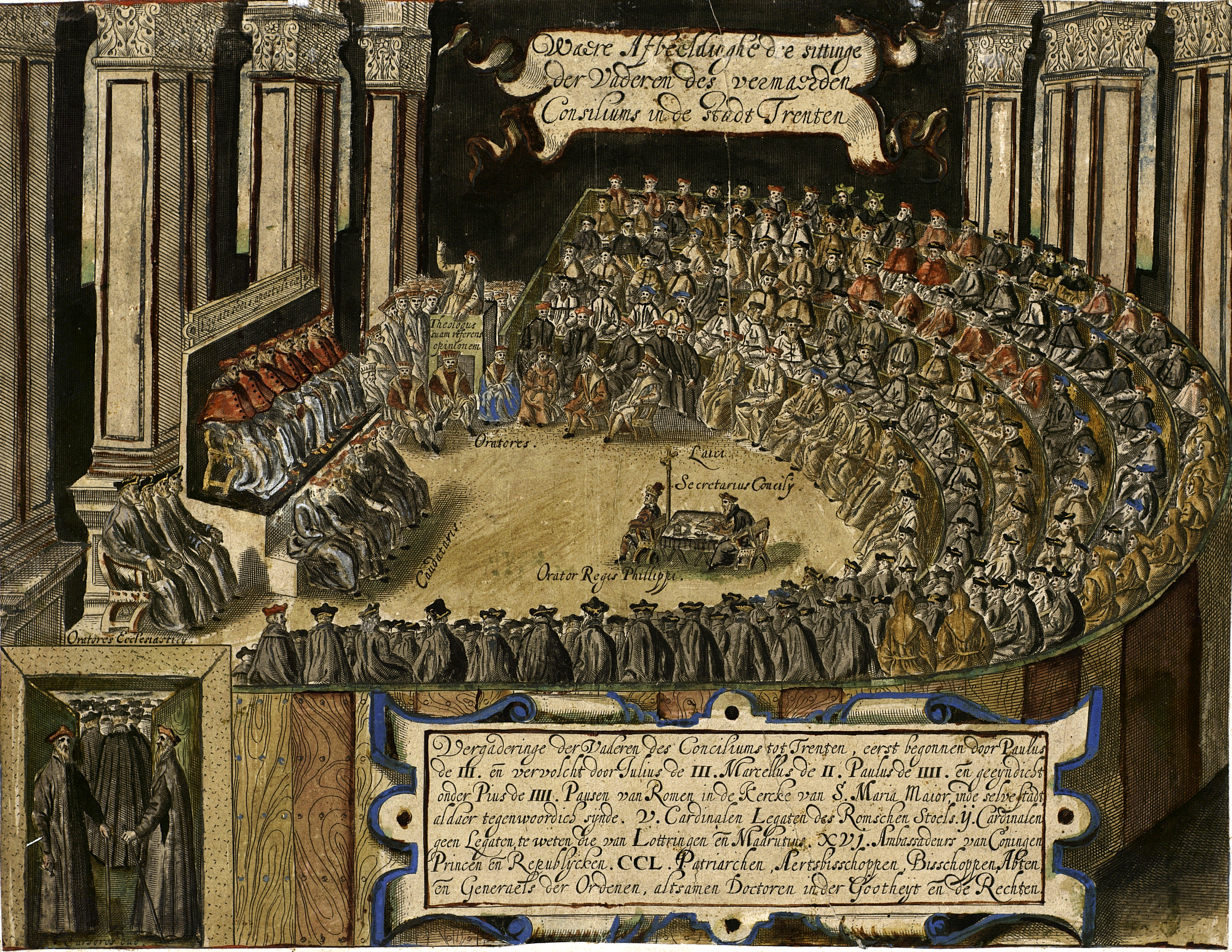
Uma sessão do Concílio de Trento, pintura de Matthias Burglechner, século XVI.

Palestrina floresceu quando o Renascimento estava em sua fase derradeira, um período em que o classicismo, com seus valores de idealismo, humanismo, racionalismo, austeridade e equilíbrio, consagrados na Alta Renascença (c. 1480-c.1530), entrava em crise diante de tumultos políticos, sociais e econômicos. Os artistas italianos do século XVI refletiram essa crise produzindo obras inquietas, ambíguas, artificiosas, que questionavam os valores clássicos e testemunhavam a impossibilidade de sua aplicação prática no mundo real, sempre cheio de violência, opressão e outros problemas, desenvolvendo um estilo que para muitos não mais tipifica o Renascimento, mas define uma escola independente, o Maneirismo. Neste período, em particular na música profana cultivada em ambientes cortesãos ultra-sofisticados, de cerimonialismo complexo e cultura eclética e cosmopolita, os compositores demonstraram manter um forte interesse na exploração de novas maneiras de expressão musical, onde as regras compositivas tradicionais eram forçadas até seus limites e a prova do talento estava na exibição da graciosidade e polidez tipicamente cortesãs e de um intrincado, intelectualista, retórico e ornamental virtuosismo técnico, com um intenso recurso ao cromatismo, a exóticas combinações harmônicas e às dissonâncias, usados para fins expressivos.
Na Alta Renascença Roma tornou-se o principal centro cultural europeu, dinamizada por um papado que pretendia resgatar as glórias do Império Romano, do qual se julgava o legítimo herdeiro, e estava empenhado em reconstruir e embelezar uma cidade então decadente com monumentos e edifícios majestosos. Júlio II e seu sucessor Leão X, que reinaram de 1503 a 1521, patrocinaram uma arte suntuosa e sofisticada e foram os principais divulgadores da ideia de que sob sua égide a civilização havia chegado à sua Idade Dourada. Contudo, eles se envolveram tão profundamente na política, e com resultados tão desastrosos, que poucas pessoas em seu tempo duvidavam que Roma estava condenada. Com efeito, em 1527 a cidade foi invadida por tropas imperiais e saqueada em meio a um banho de sangue, um trauma que demorou para ser superado. Seu prestígio como centro político ficara abalado. Os problemas do papado aumentaram com as fortes críticas recebidas da comunidade católica contra a corrupção do clero e o desvirtuamento do culto e da doutrina, críticas que levaram à eclosão do cisma protestante, desencadeando guerras de religião e uma grande evasão de fiéis. Em meados do século a Igreja entendeu como necessário reorganizar sua estrutura doutrinal e institucional, uma mudança articulada no Concílio de Trento, que deu a base conceitual e ideológica da Contrarreforma, uma tentativa tanto de recuperar seu prestígio político no continente quanto de moralizar os costumes do clero, revitalizar o culto e reaver os fiéis perdidos.
Em termos musicais a obra de Palestrina emergiu das tradições da escola franco-flamenga, um movimento fundado por mestres nórdicos que se tornou a corrente dominante da música europeia entre c. 1440 e c. 1550. Desenvolvendo-se a partir da polifonia medieval, bastante simples, esses mestres criaram uma estética e uma técnica de grande complexidade e sofisticação, fundamentada em fórmulas matemáticas e num fértil simbolismo extra-musical inspirado em tradições da Antiguidade e da doutrina cristã, buscando efeitos sonoros expressivos através de dissonâncias, cromatismos, saltos intervalares e ritmos incomuns e uma rica ornamentação, gerando obras muitas vezes irregulares e imprevisíveis. Seu tratamento do texto era muitas vezes arbitrário, deixando a colocação das palavras na música inteiramente ao critério do executante, o que frequentemente tornava seu significado incompreensível, perdido em uma massa de vozes que cantavam textos diferentes ao mesmo tempo, prolongavam as palavras em longos melismas ou fragmentavam-nas com pausas em benefício de efeitos puramente musicais. No tempo de Palestrina a tendência à extravagância e ao preciosismo intelectualista foi acentuada pelos maneiristas, mas essa postura, especialmente na música de culto, já vinha sendo questionada por muitos músicos, desenvolvendo uma técnica que propiciasse uma clara compreensão do texto, destacando-se Josquin Desprez como um importante precursor nesta evolução.

### A produção de Palestrina

#### Música sacra
Palestrina deixou uma vasta produção, que compreende 105 missas, mais de 300 motetos, 35 magnificats, um ciclo de lamentações, 11 litanias, mais de 70 hinos e 68 ofertórios. Um grupo de peças adicionais permanece de autoria incerta. Sua produção inicial é largamente devedora da escola franco-flamenga, refletindo o ensino recebido por mestres desta escola. Contudo, sua evolução estética logo se direcionou para uma progressiva simplificação da polifonia. Isso não significou, contudo, um rebaixamento da sofisticação técnica, mas procurou disciplinar a arbitrariedade que caracterizou grande parte da geração flamenga no tratamento do texto favorecendo a clareza do enunciado e a transparência das texturas musicais, ao mesmo tempo enfatizado significados particulares através de recursos musicais. O texto em sua obra ser torna tão relevante que muitas vezes define toda a estrutura da composição.

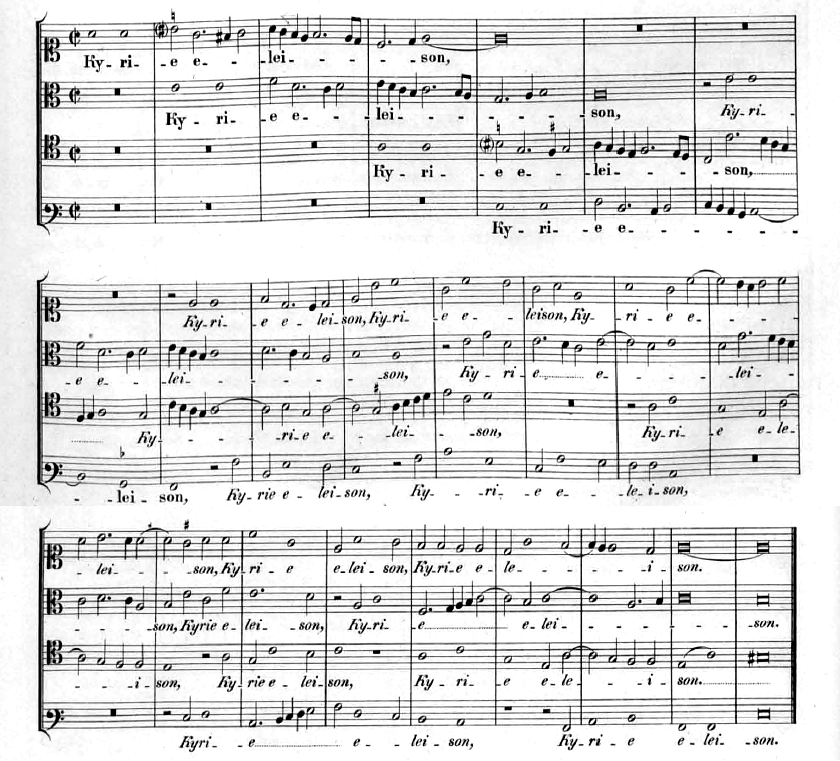
Trecho da missa Sanctorum Meritis, 1594.

A base da música palestriniana é a linha melódica, trabalhada polifonicamente sempre dentro do antigo sistema modal. O canto gregoriano permaneceu como uma referência central em seu trabalho, oferecendo-lhe um vasto repertório de melodias que ele adaptava e embelezava segundo seus critérios, muitas vezes a ponto de tornar quase irreconhecíveis suas fontes. Na época era uma praxe comum tomar emprestado melodias alheias como ponto de partida para composição de obras novas, e além do gregoriano, ele adaptou ideias de vários outros compositores, do passado e contemporâneos. Mas sobrevive um significativo conjunto de peças, especialmente motetos, em que deu plena liberdade à sua própria fantasia. Não há registro de que tenha composto qualquer obra puramente instrumental, mas de acordo com o costume da época muitas vezes as partes vocais podiam ser dobradas pelo órgão ou por uma combinação variável de instrumentos de sopro e corda.
Para Knud Jeppesen, "proporção e serenidade são as principais tendências na música de Palestrina, e talvez em nenhum outro estilo seja tão disciplinado e mesmo tão deliberadamente excluído o impulso passional, no sentido de uma excitação violenta e extrema". Nesse controle ressalta em sua obra o manejo extremamente cuidadoso de elementos que podem chamar excessiva atenção ao longo do discurso musical, como a acentuação silábica e métrica, o ritmo, os saltos melódicos e a dissonância.
No conjunto sua obra é ao mesmo tempo conservadora e progressista. Conservadora porque ele abandonou o hábito da ornamentação florida, permaneceu sempre fiel à base do canto gregoriano, rejeitou a artificiosidade maneirista e disciplinou as arbitrariedades reinantes na polifonia, em direção a um padrão sintético que pode ser chamado de clássico, pela economia dos meios empregados, pelo grande equilíbrio formal e pela grande claridade de textura e proporções, um modelo de ordem e disciplina e reverência ao passado e à tradição, um símbolo de tudo o que a Igreja desejava estabelecer em uma fase de desordem e conflito. Por outro lado, sua preocupação com a inteligibilidade do texto, seu emprego de passagens homofônicas em meio à polifonia, sua compreensão dos movimentos harmônicos, sua atenção à sonoridade e à cor, seu controle das dissonâncias, seu uso em larga escala do policoralismo e de agrupamentos e contrastes sonoros, e também o seu próprio classicismo, numa época em que o classicismo estava em declínio, fazem dele um inovador, um precursor do estabelecimento do sistema tonal e o fundador de uma escola de vasta influência, que se mantém viva até hoje.
| Agnus Dei da Missa in Festis Apostolorum |
|                                          |
| Versão instrumental em midi              |

#### Música profana
Palestrina é mais importante para a história da música pela grande influência exercida na música sacra, mas sua obra profana, de notável qualidade, tem sido bastante negligenciada pela crítica. Está concentrada no gênero do madrigal, sobrevivendo pelo menos 140 peças. É um grupo de peças menos conhecido e em relação à sua obra sacra tem sido em geral considerado menos interessante, mas são composições requintadas, onde mostra uma grande habilidade na ilustração musical do conteúdo do texto, em geral de índole pastoral, mas às vezes valendo-se também de poemas amorosos ou eróticos. É lembrado acima de tudo por ter sido um dos primeiros a musicalizar a forma poética do soneto e pela qualidade excepcionalmente elevada das peças com texto de Petrarca. Contudo, essas obras não deram uma contribuição significativa para a evolução do gênero no século XVI, principalmente pela ausência de um caráter experimentalista e por sua tendência em controlar a expressão emocional mais extrema, limitações que não eram observadas pelos principais madrigalistas da época, fazendo com que sua coleção tenha menor amplitude e variedade expressiva. Uma importante exceção foi Vestiva i colli (1566), extremamente popular em seu tempo, dando origem a centenas de imitações nos cinquenta anos seguintes à sua publicação. Apesar dos limites que impôs à expressividade, para alguns críticos a qualidade intrínseca das peças está em pé de igualdade com as melhores do período.
| Madrigal Vestiva i colli - Primeira parte |
|                                           |
| Versão instrumental em midi               |

### Palestrina e a Contrarreforma

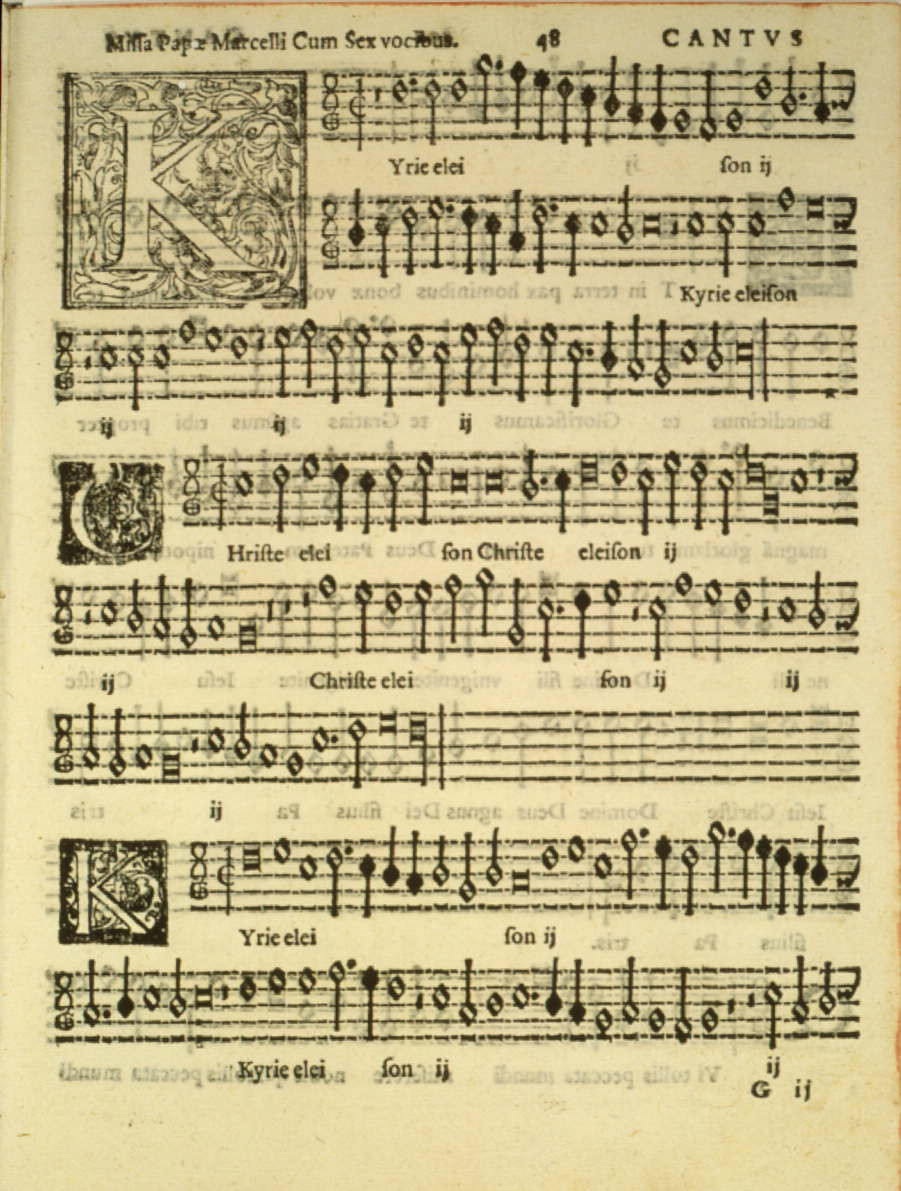
Primeira página da Missa do Papa Marcelo.

Diz a tradição que a Igreja, preocupada com a pouca inteligibilidade do texto nas peças compostas no estilo flamengo, ao longo da Contrarreforma pretendeu banir a polifonia da composição religiosa, e que um grupo de missas apresentadas por Palestrina em sua defesa, onde teria sido incluía a célebre Missa do Papa Marcelo, teria convencido os cardeais e o papa de que era possível compor em um estilo ao mesmo tempo sofisticado e compreensível para o povo, mas toda essa história não tem documentação confiável que a sustente, está eivada de lenda e parece ser fruto principalmente de uma política jesuíta do século XVII que pretendeu corrigir desvios da norma, ampliada mais tarde pela fantasia romântica.
É difícil assegurar a associação da missa especificamente à Contrarreforma, e segundo John Bokina, o Concílio de Trento não emitiu nenhum posicionamento oficial sobre a questão e a Igreja fracassou em controlar em larga escala o estilo empregado pelos compositores. Porém, é um fato que a situação da polifonia foi debatida nas sessões conciliares, embora superficialmente, e em um dos rascunhos dos documentos finais chegou-se a propor o banimento música excessivamente florida, mas apenas dentro dos conventos femininos, cláusula que não foi, de resto, aprovada. Também foi feito um teste formal em Roma sobre a inteligibilidade de algumas missas, constando nas atas da Capela Sistina, mas a inclusão de obras de Palestrina nesse teste tem sido posta em dúvida.
Contudo, parece incontestável, havendo bastante documentação para prová-lo, que se não toda a Igreja, pelo menos parte influente dela tinha interesses claros no sentido de uma facilitação da música, e isso se encaixava perfeitamente no projeto contrarreformista de atrair fiéis perdidos para os protestantes através de uma arte mais acessível ao povo. O papa Marcelo II em seu curto pontificado prescreveu que a música fosse adequada à seriedade da liturgia e que as palavras do texto cantado fossem compreensíveis, vários outros prelados ilustres e influentes como São Carlos Borromeu deram determinações explícitas para a simplificação da música de culto em suas dioceses, e devido à liberdade interpretativa concedida pelo Concílio às autoridades de cada local, em muitas comunidades os seus decretos vagos e reticentes foram entendidos como uma diretriz absoluta de austeridade musical. De acordo com Chiara Bertoglio, o impacto geral da Contrarreforma sobre a música, mesmo sem uma política oficializada, foi efetivamente o de controlar e moderar em alguma medida as expressões musicais mais extravagantes e complexas, consideradas pelos puristas como lascivas e perturbadoras.
Sua produção, por outro lado, é mais larga e variada em objetivo e resultado que os alegados propósitos doutrinais da Igreja, e um dos principais estudiosos do compositor, Knud Jeppesen, foi taxativo ao dizer que "embora circunstâncias externas tenham exercido influência na evolução do seu estilo, ele não nasceu de nenhum decreto do concílio tridentino". De toda forma, havia em seu tempo uma tendência geral entre os compositores para uma simplificação da polifonia e para um claro entendimento do texto, uma atitude recomendada também por importantes teóricos como Gioseffo Zarlino, e nesta nova corrente Palestrina assumiu um papel de líder.

## Fortuna crítica
Ocupando as posições de maior prestígio entre as instituições musicais europeias, ainda antes de falecer já era visto como o líder dos músicos da Europa, foi provavelmente o primeiro músico a ser objeto de uma coleção de obras escritas em sua honra, e em sua lápide foi inscrito o título de Príncipe da Música. Resumindo em sua obra as principais conquistas do seu tempo, e considerado o modelo de perfeição para a música de igreja, ao contrário dos seus contemporâneos, sua obra nunca caiu no esquecimento e nem conheceu grande declínio em prestígio, muito porque tornou-se quase o padrão oficial da Igreja Católica. No período Barroco muitos críticos o viam como um marco fundamental na evolução das formas musicais, apresentando-o como a superação de todos os "bárbaros" e "primitivos" ensaios anteriores e como o fundador da "verdadeira" e "pura" polifonia. Neste período o domínio da polifonia nas bases que ele lançou tornou-se um requisito indispensável para o reconhecimento da competência de todo compositor, e ser capaz de imitar seu estilo passou a ser considerado um ponto de honra e fonte de orgulho profissional.

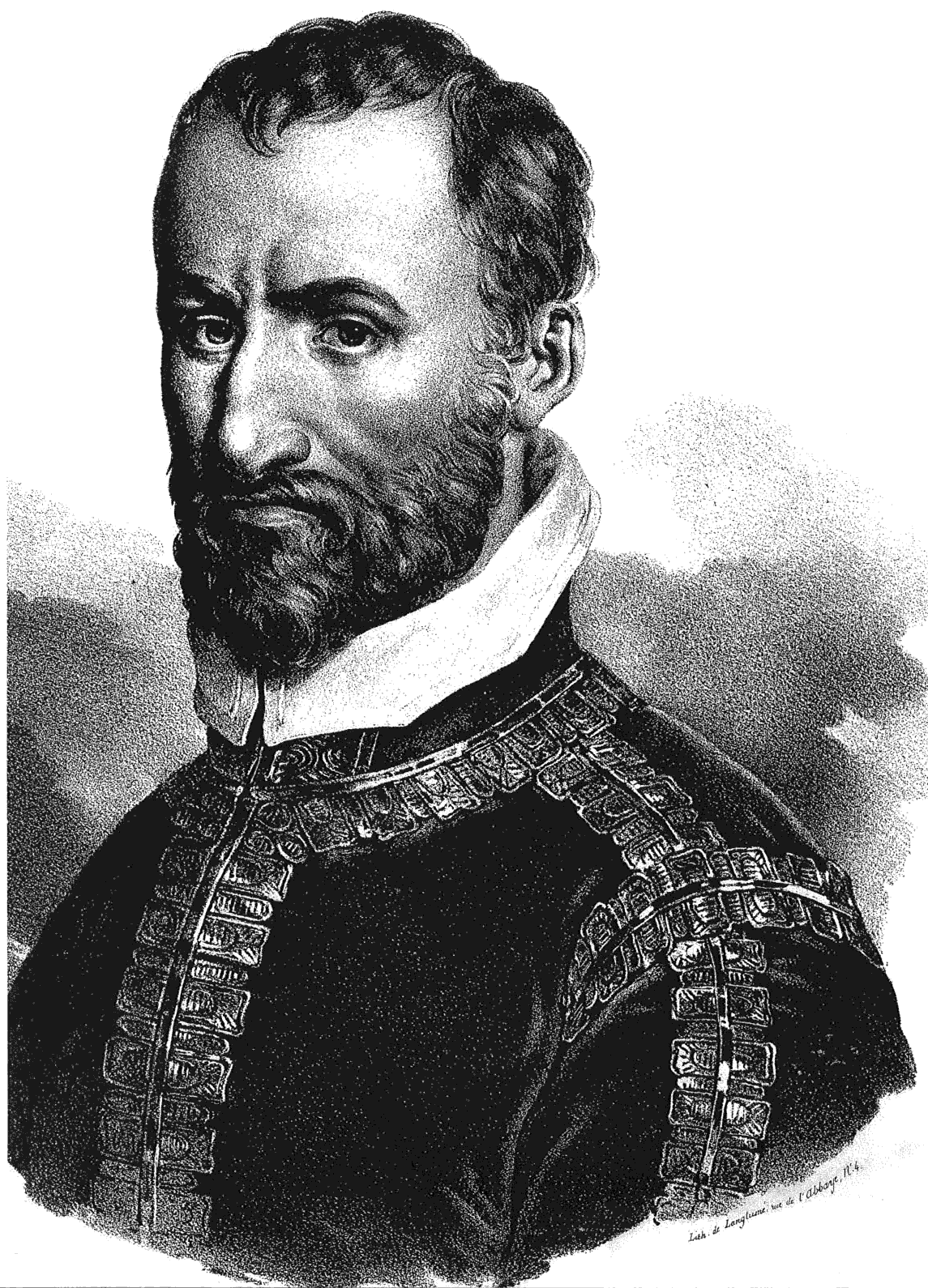
Retrato do compositor por Henri-Joseph Hesse (1781-1849).

Com a publicação em 1725 de Gradus ad Parnassum, de Johann Joseph Fux, um dos mais influentes tradados de teoria da época, Palestrina foi colocado como a principal base do estudo da polifonia. No fim do século XVIII sua imagem se tornava mítica e cercada de lenda, o que foi reforçado pelos românticos do século XIX, quando era tido como o ponto mais alto na história da polifonia italiana e E. T. A. Hoffmann publicava um artigo em 1814 profetizando uma ressurreição da música sacra sob os auspícios da "transcendente pureza" da música de Palestrina. Em 1828 Giuseppe Baini estabeleceu os fundamentos da análise crítica moderna com seu tratado Memorie storico-critiche della vita e delle opere di Giovanni Pierluigi da Palestrina, que baseou-se em muitas fontes documentais desconhecidas e fez sua localização no panorama estético e institucional de sua época, despertando a atenção de muitos eruditos, mas seu enfoque padece da mesma grandiloquência e tendência à mitificação dos românticos em geral, apresentando-o como um gênio solitário e uma vítima injustiçada de uma era incompreensiva, o que está longe de corresponder aos fatos.
Com a revolução cientificista do século XIX e com profundas mudanças na política internacional, a Igreja perdeu novamente muita influência, mas voltou a usar a "simplicidade" de Palestrina como um centro em torno do qual poderia ser organizada uma reação contra o que era considerada uma profanação dos princípios espirituais e da dignidade da música, especialmente pela forte espetacularização da ópera e pela superficialidade da opereta. Influentes círculos anglicanos e luteranos também recorreram à música da antiga escola romana para renovar e revitalizar suas tradições musicais.
Depois do tratado de Baini novos estudos históricos e musicológicos começaram a se multiplicar, foram feitas várias edições críticas de suas partituras, modificando muito do que Baini propôs inicialmente, mas sua obra ainda é uma importante referência em termos históricos. Entre 1862 e 1907 foi publicada a primeira edição de suas obras completas por Franz Xaver Haberl e seus colaboradores. Neste período as comemorações dos anos centenários de sua morte e de seu nascimento em 1894 e 1925 estimularam a publicação de vários outros estudos, impulsionados também por um projeto da Universidade de Heidelberg sobre a história da música na Capela Sistina e pela atuação de Winfried Kirsch no estudo da influência de sua música no século XIX.
Mas não apenas critérios musicais estiveram envolvidos na perpetuação de sua memória em tão altos termos. Com o progressivo declínio do poder do papado nos séculos XVII-XVIII, seu estilo foi tomado como um dos fundamentos da ideologia de que Roma era a fonte natural de toda a verdadeira cultura religiosa, e suas obras voltaram a ser apresentadas como instrumentos ideais para a restauração da dignidade do culto e da tradição romana. Em 1939 apareceu uma nova edição de obras completas, editada por Raffaele Casimiri, que além de ser um importante estudo crítico, foi uma plataforma para os músicos e especialistas italianos reafirmarem o prestígio da tradição musical nacional diante do cosmopolitismo da ópera e da influência dominante do sinfonismo germânico na música instrumental.
Sua grande reputação, por outro lado, gerou muitos estereótipos e folclore em torno de sua figura e de sua contribuição musical, e deu origem à formação de uma "escola palestriniana" que sobreviveu por séculos mas tornou-se excessivamente apegada a algumas rígidas fórmulas básicas, perdendo muito em vitalidade e empobrecendo drasticamente a variedade de soluções e a flexibilidade que o mestre exibiu em sua obra completa. Nas palavras de Rodobaldo Tibaldi, a idealização de que foi objeto "criou uma imagem monolítica de Palestrina, concentrada apenas na sua produção litúrgica em detrimento da sua atividade como madrigalista e da sua condição de artista plenamente enraizado em seu tempo. No campo da música sacra, a visão de um estilo perfeito, moderado, quase atemporal, por muito tempo obscureceu as diversas transformações do seu estilo e a importância que nele progressivamente assumiram a escrita vertical e os blocos harmônicos".
A crítica recente tem se esforçado por eliminar os exageros e parcialidades dos estudos mais antigos, e nos dias de hoje suas obras continuam sendo executadas com frequência em concertos e gravações e na prática coral de igrejas e grupos amadores. Em anos recentes a liderança na pesquisa tem cabido à Fondazione Pierluigi da Palestrina, especialmente no período em que esteve sob a direção de Giancarlo Rostirolla, fomentando novos trabalhos, convocando conferências internacionais e iniciando uma terceira edição de obras completas. O quarto centenário de sua morte em 1994 deu origem a uma enxurrada de novos artigos e estudos.

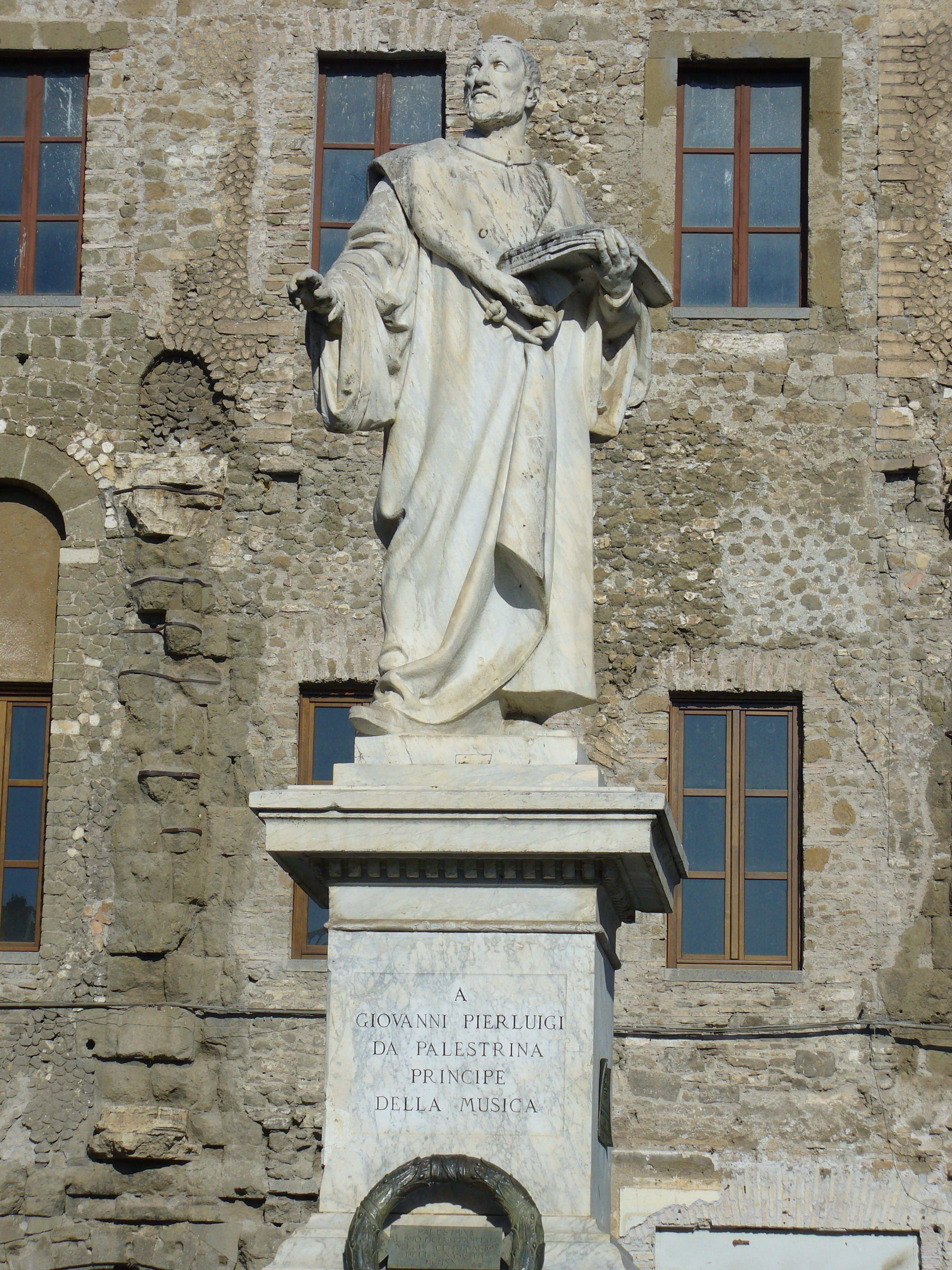
Estátua dedicada ao mestre em Palestrina.

A reavaliação crítica de sua vida e obra operada nas últimas décadas não resultou numa redução em seu prestígio entre os acadêmicos, e uma grande série de estudos tem reafirmado muitas das qualidades pelas quais ele foi tão estimado em vida e nos séculos que se seguiram ao seu desaparecimento. Clara Marvin, autora de um importante compêndio sintético, escreveu em 2002 sobre sua posição atual:
"Descobriu-se que Palestrina não apenas é um compositor 'para todas as eras', mas também um cidadão do seu tempo: um artista sofisticado trabalhando entre muitos outros em um mercado dinâmico, um artesão, um homem de negócios, um homem de família, assim como foi um homem espiritual. As análises têm sido feitas com um conhecimento muito mais amplo da produção dos seus contemporâneos e das estruturas e práticas com que conviveu. Como resultado, não apenas foi redescoberta e celebrada sua 'atemporalidade', mas também a modernidade e o vanguardismo de seu estilo pessoal. [...]
"Em uma era pós-moderna dominada pelo imprevisto, pela mudança incessante, pelo reajuste contínuo e pela esmagadora ironia na cultura, a música de Palestrina conserva uma qualidade imutável que pode ser uma das principais causas do interesse que sua obra ainda desperta. Ele parece possuir uma combinação mágica de rara compreensibilidade técnica e de uma 'alteridade' indefinível. Talvez, na onda do fenômeno New Age, um pouco da atual atração da sua música pode ser devida menos à associação do seu nome a certas tradições do que ao senso de diferença — o senso de que ele de fato não pertence ao nosso tempo. [...] Talvez seja o caso, como sugeriu James Erb, que a despeito da amplitude magnificente e da técnica assombrosa de um Orlando de Lassus, Palestrina manteve uma imagem de superioridade sobre Lassus, entre muitos outros, precisamente porque a sua música é de certa forma menos turbulenta e mais previsível. Estas qualidades, sem dúvida, parecem ser diferentes da nossa vida atual. É verdade que os detalhes mais mínimos da sua técnica foram exaustivamente estudados ao longo de séculos. Mas as relações entre sua música e sua personalidade permanecem escorregadias, e por isso mesmo criou-se uma defesa contra a desconstrução final e contra o cansaço pós-modernos".
Entre os compositores do círculo romano que conservam o rigor técnico do contraponto de Palestrina, deve-se recordar de seus discípulos Giovanni Maria Nanino (1543-1607), Francisco Soriano (1548-1621) e Felice Anerio (1560-1614). Pela alta qualidade da sua produção, destaca-se, entre todos, o espanhol castelhano Tomás Luis de Victoria (1548-1611), enquanto, entre as maiores autoridades intérpretes de Palestrina, ainda hoje em vida, destaca-se o maestro Domenico Bartolucci (1917).